# I peggiori giorni
I peggiori giorni è un film del 2023 diretto e interpretato da Massimiliano Bruno ed Edoardo Leo.
È il sequel del film I migliori giorni, uscito all'inizio dello stesso anno.

## Trama
Quattro episodi ambientati, come nel primo film, durante alcuni giorni di festa o ricorrenza. Edoardo Leo è regista dei capitoli Natale e Primo Maggio e Massimiliano Bruno dei capitoli Ferragosto e Halloween.

### Natale
- Diretto da Edoardo Leo

La vigilia di Natale, Flaminio invita i suoi tre figli (Luca, Stefania ed Alessandro) e le loro rispettive famiglie a trascorrere le feste assieme nella sua villa, rivelando che ha bisogno urgentemente di un trapiano di rene. La notizia metterà in discussione il rapporto tra i tre ed il padre, così come con le proprie famiglie, tra sotterfugi per evitare la donazione e segreti che verranno a galla. Alla fine Flaminio, dopo aver assistito di nascosto ai tre fratelli che parlano male di lui e di quanto male ha fatto a loro in passato, rivela che non ha bisogno di nessun rene e che si tratta di uno scherzo per capire che figli ha "coltivato". Il giorno seguente, i tre fratelli decidono di scusarsi col padre, ma lo trovano senza vita sulla poltrona.

### Primo maggio
- Diretto da Edoardo Leo

Il Primo Maggio, l'imprenditore Stefano Mazzuccato entra nell'ufficio della sua azienda. Qui si palesa Antonio, mascherato da Che Guevara ed armato di piccone, un ex lavoratore di Stefano licenziato ingiustamente che pretende la sua liquidazione. Stefano sbotta raccontando che ha 9 milioni di debiti per colpa della pandemia e che si è presentato in ufficio per suicidarsi. Nel frattempo, tramite un post su internet preteso da Antonio vengono allertati stampa e Carabinieri, i quali giungono sul luogo del misfatto. Antonio è persuaso da Stefano che ormai la sua vita è un fallimento e che dopo questo atto sicuramente verrà arrestato. I due, sentendosi ormai accomunati da un unico destino, decidono quindi di suicidarsi, impiccandosi insieme, contando fino a 14 (tempo in cui è morto sul lavoro un collega di Antonio). La scena si interrompe a metà del conto, mentre irrompono i Carabinieri nella fabbrica, i quali rimangono attoniti nel vedere i due che si sono suicidati.

### Ferragosto
- Diretto da Massimiliano Bruno

Durante il pranzo di Ferragosto in una località balneare, Flavia e Guido citofonano ai vicini (di ombrellone) Vincenzo e Tiziana per andare a parlargli. I primi sono una coppia acculturata ed educata (lui professore di latino all'università, lei conduttrice televisiva), i secondi di bassa estrazione. Flavia e Guido accusano i figli di Vincenzo e Tiziana, Justin e Achille, di aver stuprato la loro figlia, Chiara, mostrando loro alcuni video e alcune conversazioni divulgate in una chat di ragazzi. Dopo un acceso dialogo tra le due coppie, l'unica a mostrare un po' di empatia è Tiziana, che si vergogna dell'accaduto, mentre Vincenzo, pur tentando di salvare le apparenze malmenando i figli per punizione, resta sulla sua idea che si sia trattato solo di un gioco tra coetanei. I genitori della vittima non intendono sporgere denuncia, e la figlia stessa, che si presenta alla fine della discussione, dimostra di non gradire la loro intromissione.

### Halloween
- Diretto da Massimiliano Bruno

Vittorio è un padre che dopo la scomparsa di sua moglie Barbara è caduto in depressione, ha perso il lavoro e la fiducia nella vita e nel prossimo. Sua figlia Matilde riesce a costringere Vittorio a fare da mago, come faceva un tempo, per animare una festa privata di Halloween per bambini, impresa non facile poiché la data coincide con il triste anniversario. Il committente impone la presenza di un mago a costo di non retribuire tutti gli altri figuranti, tra cui la stessa Matilde. La festa è alla villa del ricco Gildo Falchetti, ex compagno di università di Vittorio, il quale gli aveva soffiato Barbara un mese prima del loro matrimonio. Dopo uno scambio di accuse reciproche, Vittorio vorrebbe andarsene, ma si lascia convincere da sua figlia. Lo show di Vittorio va per il meglio, fin quando Gildo inizia a proporgli numeri imbarazzanti e denigranti, come le imitazioni di un orango, di un maiale e di un "poveraccio". Vittorio, a fronte di quest'ultima richiesta, riesce, con mestiere, a volgere a suo favore le simpatie di bambini e adulti, lasciando stizzito Gildo. Matilde, alla fine della giornata, è fiera di suo padre.

## Distribuzione
Il film è uscito nelle sale cinematografiche italiane il 14 agosto 2023, distribuito da Vision Distribution.